# Цао Лиго
Ца́о Лиго́ (кит. упр. 曹利国, пиньинь Cáo Lìguó; 4 октября 1998, Гуанси-Чжуанский автономный район, Китай) — китайский борец греко-римского стиля, серебряный призёр летних олимпийских игр 2024 года, призёр чемпионата мира и двукратный призер Азии.

## Карьера
Цао начал заниматься борьбой, когда ему было 12 лет. Его тренером является Ли Шуцзинь. В апреле 2023 года на чемпионате Азии в Астане Цао завоевал бронзовую медаль в весовой категории до 60 кг, победив в схватке за 3 место Ернура Фидахметова из Казахстана. В сентябре 2023 года на чемпионате мира в Белграде, одолев в малом финале Геворга Гарибяна из Армении, стал обладателем бронзовой награды. 6 августа 2024 года на летних Олимпийских играх 2024 года в Париже, в весовой категории до 60 кг стал обладателем серебряной медали. В финальной схватке уступил японскому спортсмену Кэнъитиро Фумите.

## Личная жизнь
Он учился в Уханьском спортивном университете.

## Достижения
- Летние Олимпийские игры 2024 — ;
- Чемпионат мира по борьбе 2023 — ;
- Чемпионат Азии по борьбе 2023 — ;
- Чемпионат Азии по борьбе 2024 — ;